# Leymah Gboweeová
Leymah Gboweeová vlastním jménem Leymah Roberta Gbowee (* 1. února 1972, Monrovia, Libérie) je liberijská mírová aktivistka, která založila mírové hnutí Women of Liberia Mass Action for Peace, jež roku 2003 pomohlo ukončit druhou liberijskou občanskou válku (1999–2003).
V rámci hnutí burcovala liberijské ženy, aby pomohly ukončit krvavou občanskou válku, která v zemi trvala 13 let. Organizovala společné modlitby a nenásilné protesty, řadu tamních křesťanek i muslimek přesvědčila (podobně jako v Aristofanově divadelní hře Lysistrata ze starověkého Řecka), aby odepřely svým mužům pohlavní styk, dokud se nepřestane válčit. Přispěla k uzavření mírové smlouvy mezi vládou a zástupci dvou hlavních povstaleckých skupin v srpnu 2003. Podněcovala ženy k účasti v prezidentských volbách v listopadu 2005, z nichž jako vítěz vyšla Ellen Johnson-Sirleafová, vůbec první prezidentka na africkém kontinentu.
V roce 2011 byla spolu s liberijskou prezidentkou Ellen Johnsonovou-Sirleafovou a jemenskou političkou a novinářkou Tawakkul Karmánovou oceněna Nobelovou cenou za mír za jejich nenásilný boj za práva žen. Porota ocenila její aktivitu napříč etnickým a náboženským spektrem, jíž přispěla ke konci války v své zemi, i její zasazování se o účast žen při volbách.